# Educación en la República Dominicana

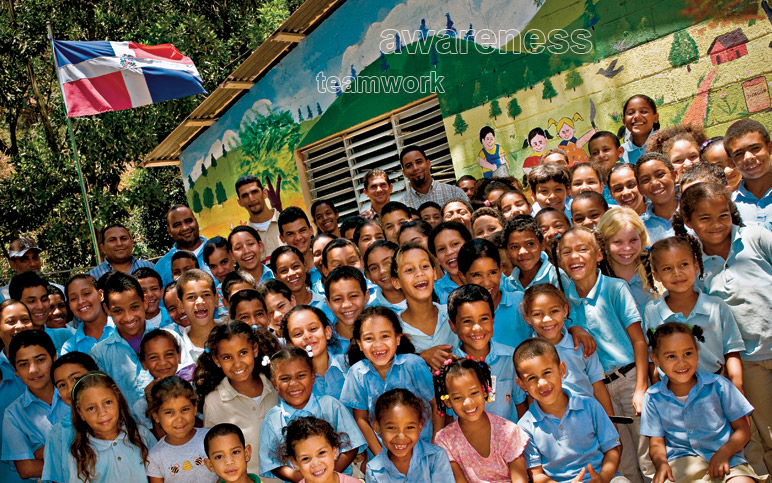
Estudiantes de Educación Básica

La Educación en República Dominicana está regulada por el Ministerio de Educación, conforme a la Ley General de Educación 66-97, la cual garantiza el derecho de todos los habitantes de República Dominicana a la educación.

## Estadísticas Económicas
El gasto total en educación, incluyendo los colegios e institutos superiores privados, finalizó en aproximadamente 4.4% del PIB (producto interno bruto) en 2011. Esto es un 26% por debajo del gasto público y privado promedio de los países de la OCDE en 2008 , y 24% por debajo de los países latinoamericanos en 2008 también. El país tiene la mayor proporción de gasto privado educativo respecto al gasto total para los mismos fines en toda Latinoamérica; incluso por encima de Chile, país que a su vez tiene la mayor proporción los países de la OCDE (Organización para la Cooperación y el Desarrollo Económico).
República Dominicana fue el país que menos invirtió en educación pública entre 1990 y 2009.
De acuerdo a las pruebas internacionales PISA 2022, solamente 8% de los estudiantes presentan nivel 2 de matemáticas, mientras que el promedio de los países OCDE corresponde al 69% 
1899 centros educativos componen el estudiantado de secundaria en el país, compuesto en su mayoría por planteles públicos en la provincia de Santo Domingo y Santiago de los Caballeros.

## Sistema Educativo de la República Dominicana
De acuerdo con la Ley General de Educación n.º 66-97, aprobada el 9 de abril de 1997, la cual ha sustituido a la ley 2909 del año 1951, la educación inicial está organizada en dos ciclos: el primero atiende al grupo de edad desde 45 días hasta 3 años y el segundo, el grupo de 3-5 años. La educación inicial no es de carácter obligatorio con excepción del último año. 
La educación básica  es obligatoria, atiende a la población del grupo de edad 6-12 años y tiene una duración de seis años. 
La educación media  es obligatoria, aunque es deber del Estado ofrecerla gratuitamente. Atiende al grupo de edad 13-18 años y está organizada en un tronco común de seis años de duración y tres modalidades de dos años de estudio que ofrece tres diferentes opciones: general o académica, técnico-profesional (sector industrial, agropecuario y servicios) y artística. 
Cada estudiante acumula calificaciones parciales, otorgadas sobre la base de las actividades realizadas durante el proceso: participación en clase, reporte de lecturas, proyectos, informes, trabajos en grupo, investigaciones, etc. Si el estudiante no alcanzara por lo menos 70 sobre 100 puntos en alguna asignatura, va a pruebas completivas.

## Educación Superior
El sistema de educación superior comprende los institutos de estudios superiores (todos ellos privados) y universidades. Los institutos ofrecen carreras a nivel técnico superior. Las universidades imparten carreras a nivel de técnico, de grado y de postgrado; estas son reguladas por el Ministerio Educación Superior, Ciencia y Tecnología (MESCyT). Dicho Ministerio está encargado de fomentar, reglamentar y administrar el Sistema Nacional de Educación Superior, Ciencia y Tecnología conforme a la Ley 139-01.
El Ministerio de Educación Superior es el encargado de: «Proveer lineamientos de política, criterios técnicos y de gestión de procesos requeridos para la conducción, administración, seguimiento y evaluación del subsistema de educación superior».
La República Dominicana posee una gran cantidad de instituciones dedicadas a la Educación Superior.

## Bibliotecas
- Biblioteca Juan Pablo Duarte, perteneciente al Banco Central de la República Dominicana.
- Biblioteca Pedro Mir  de la Universidad Autónoma de Santo Domingo UASD.
- Biblioteca de la UNPHU, localizada en la Universidad Nacional Pedro Henríquez Ureña.
- Biblioteca Fidel Méndez Núñez, ubicada en el campus I, de la Universidad APEC. (UNAPEC)
- Biblioteca Emilio Rodríguez Demorizi, localizada en el campus de la universidad INTEC.
- Biblioteca Nacional Pedro Henríquez Ureña localizada en la Plaza de la Cultura (República Dominicana), en Distrito Nacional.
- Biblioteca República Dominicana.
- Biblioteca Dr. Luis Scheker Ortiz, localizada en Universidad O&M: en Santo Domingo, Distrito Nacional, República Dominicana. Cabe destacar que esta Universidad "OyM": Fue la pionera en investigación Informática, innovación en sistema telemático: "O&Monline", y la creadora del primer prototipo o diseño del primer modelo del carro solar en la República Dominicana el "O&M Solar", etc.: (Nota y observación de Geraldo Piña, Madrid España) 2017.
- Biblioteca Infantil y Juvenil del Despacho de la primera dama
- Biblioteca de UNIBE, localizada en Universidad Iberoamericana (República Dominicana).
- Biblioteca de la PUCMM, localizada en la Pontificia Universidad Católica Madre y Maestra.
- Biblioteca de la UCATECI, localizada en la Universidad Católica Tecnológica Del Cibao.
- Biblioteca Nazario Rizek, localizada en la Universidad Católica Nordestana, San Francisco de Macoris.